# Bahnhof (Leichlingen)
Bahnhof ist ein ehemaliger Wohnplatz in der Stadt Leichlingen (Rheinland) im Rheinisch-Bergischen Kreis. Der Siedlungsbereich entstand im Bereich des Leichlinger Bahnhofs nach dessen Inbetriebnahme an der 1867 eröffneten Bahnstrecke Gruiten–Köln-Mülheim. Der Wohnplatz ist heute Teil der umfangreichen städtischen Wohn- und Gewerbebebauung im Bahnhofsbereich und als eigenständige Siedlung nicht mehr wahrnehmbar. 

## Lage und Beschreibung
Bahnhof liegt in der westlichen Leichlinger Stadterweiterung, die nach der Eröffnung des Bahnhofs entstand. Benachbarte Wohnplätze sind Hüttchen, Merlenforst, Staderhof, Windgesheide, Bockstiege, Scheeresberg, Kaltenberg, Brücke, Bremsen, Windfahne, Pastorat, Brückerfeld, Unterschmitte, Am Adler, Roßlenbruch, Sandberg und Förstchen.

## Geschichte
Im 19. Jahrhundert war Bahnhof einer der Wohnplätze in der Bürgermeisterei Leichlingen. Im Gemeindelexikon für die Provinz Rheinland werden 1885 für Bahnhof 25 Wohnhäuser mit 194 Einwohnern angegeben. 1895 besitzt der Ort 34 Wohnhäuser mit 232 Einwohnern, 1905 61 Wohnhäuser und 378 Einwohner.
Im ersten Drittel des 20. Jahrhunderts verlor der Wohnplatz mit der Expansion des Leichlinger Ortskerns und der Vergrößerung der Siedlungsbereiche der umgebenden Wohnplätze seine Eigenständigkeit.

## Verkehrsanbindung
Der Bahnhof Leichlingen wird von der Linie RB 48 bedient, welche alle 30 Minuten, an Sonn- und Feiertagen vormittags alle 60 Minuten, Verbindungen in Richtung Köln und Wuppertal bietet.
| Linie | Verlauf | Takt                                                                                     |
| ----- | --- | ---------------------------------------------------------------------------------------- |
| RB 48 | Rhein-Wupper-Bahn: Wuppertal-Oberbarmen – Wuppertal-Barmen – Wuppertal Hbf – Wuppertal-Vohwinkel – Haan-Gruiten – Haan – Solingen Hbf – Leichlingen – Opladen – Leverkusen-Manfort – Köln-Mülheim – Köln Messe/Deutz – Köln Hbf – Köln West – Köln Süd – Hürth-Kalscheuren – Brühl – Sechtem – Roisdorf – Bonn Hbf – Bonn UN Campus – Bonn-Bad Godesberg – Bonn-Mehlem Stand: Fahrplanwechsel Dezember 2021 | 30 min (W-Oberbarmen–Köln) 30 (HVZ)/60 min (Köln–Bonn Hbf) 60 min (Bonn Hbf–Bonn-Mehlem) |